# Marija Jevgenyjevna Krjucskova
Marija Jevgenyjevna Krjucskova, oroszul: Мария Евгеньевна Крючкова (Rosztov, 1988. július 7. – Rosztov, 2015. március 8.) olimpiai bronzérmes orosz tornász, edző.

## Pályafutása
Ötévesen kezdett szertornával foglalkozni szülővárosában, Rosztovban. A Gyinamo Rosztov versenyzője volt. A 2002-es junior Európa-bajnokságon csapatversenyben aranyérmet. 
Az orosz válogatott tagjaként a 2004-es athéni olimpián csapatban bronzérmet szerzett társaival: Szvetlana Horkinával, Ljudmila Jezsovával, Anna Pavlovával, Jelena Zamolodcsikovával és Natalja Zigansinával. Krjucskova csak talajon és lóugrásban kvalifikálta magát az olimpiára. Lóugrásban a 42., talajon a 79. helyen végzett. Eredménye az orosz csapat számára elég volt ahhoz, hogy bejusson a csapatverseny döntőjébe, ahol Krjucskova már nem szerepelt. 
Az olimpia után még néhány szezonig versenyzett, de kevés sikerrel. Később tornaedzőként dolgozott szülővárosában, Rosztovban. 2015. március 8-án mindössze 26 évesen embólia következtében hunyt el.

## Sikerei, díjai
- Olimpiai játékok – csapat
  - bronzérmes: 2004, Athén